# 透写纸

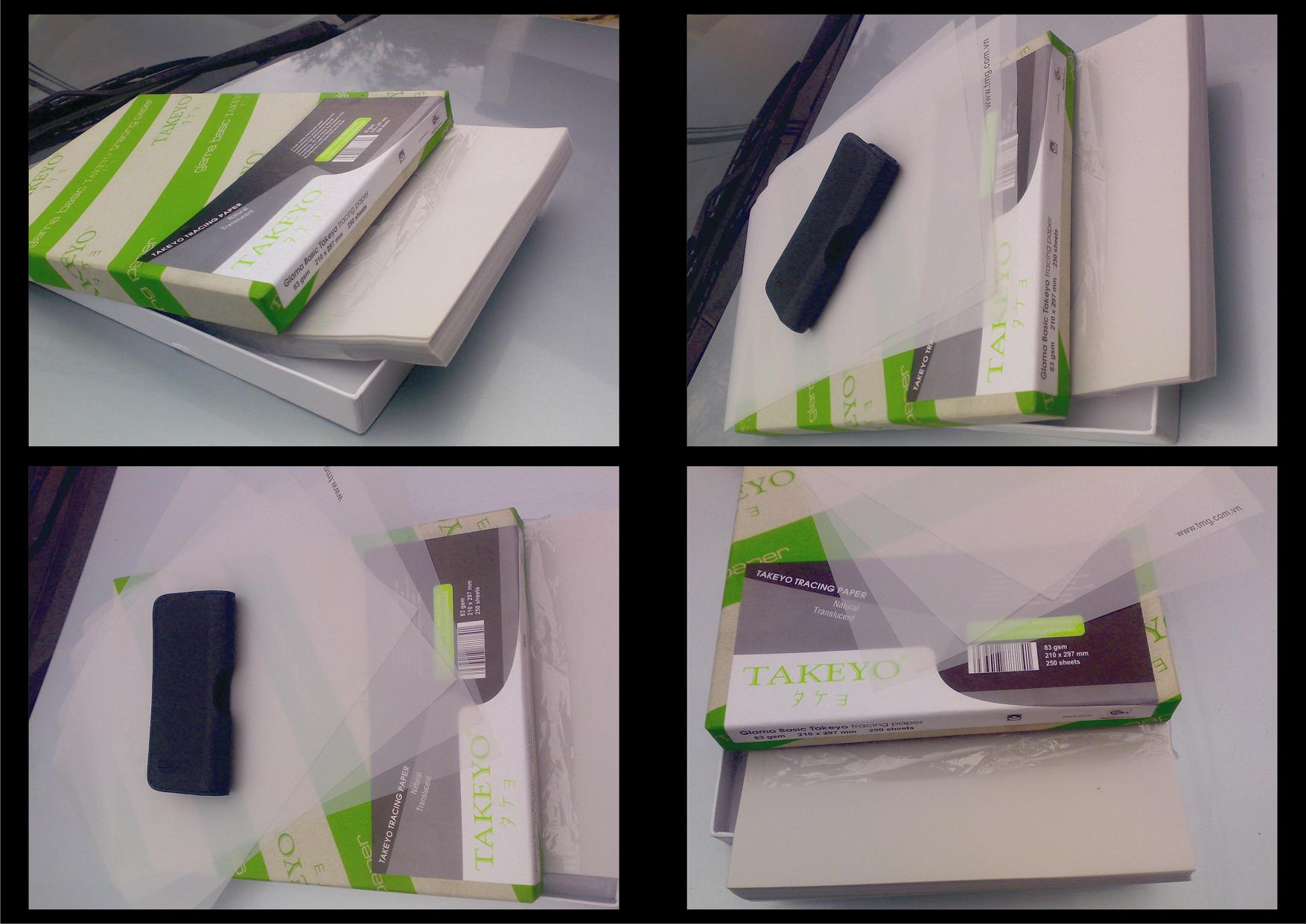
一疊透寫紙

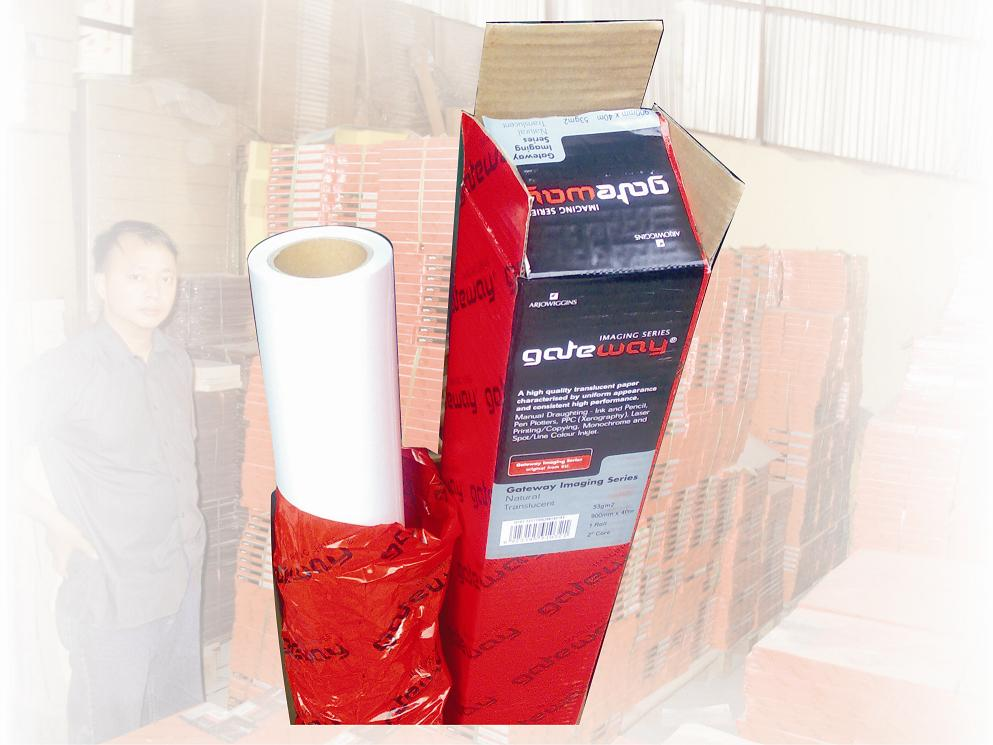
一卷透寫紙

透写纸又稱描圖紙、硫酸纸，是一种半透明纸，允許光線穿透的紙張。它的起源至少可以追溯到 14 世紀，當時義大利文藝復興時期的藝術家們就開始使用這種紙。19 世紀 80 年代，描圖紙被大量生產，供建築師、設計工程師和藝術家使用。描圖紙是創作可使用重氮複印製程精確複製的圖畫的關鍵材料。後來，描圖紙又發現了許多其他用途。最初用於繪畫和描摹的用途在很大程度上被不需要重氮複印或手動（透過描摹）複製圖畫的技術所取代。
描圖紙的透明度取決於原料的精心挑選以及透明工藝的運用。纖維素纖維是紙張的基礎，通常來自木材，但也來自棉纖維。紙張中通常會添加其他填充材料，以增強不透明度和印刷品質。對於描圖紙或半透明紙張，必須去除任何阻礙光線透射的物質。

## 描述
描圖紙是一種透明度低、允許光線穿透的紙張。它因其易於描繪圖像而得名。現代版本的描圖紙最初是為建築師和設計工程師開發的，用於繪製可使用重氮複印製程精確複製的圖紙。
將描圖紙放在圖畫上，圖畫便會透過紙張清晰可見。這樣，就能輕鬆找到圖畫的邊緣，並將影像描摹到描圖紙上。純纖維素纖維是半透明的，正是纖維之間的空氣使紙張不透明，看起來是白色的。如果將纖維精煉並打漿，直到空氣全部排出，最終的紙張就會是半透明的。半透明紙張質地緻密，在50%的濕度下，其含水量高達10% 。

## 生產
它是将未裁剪和装订的纸张浸入优质硫酸几秒时间制成的。这种酸将部分纤维素转成淀粉质而具有凝胶状和不可渗透的特性。当这种处理过的纸张被彻底清洗和干燥过后，得到的产品比原来的纸张要抗张耐用得多。透写纸耐油脂并且很大程度上水、气密。

此外，还有一種縫紉用透写纸，上面為有顏色的蠟質，放於紙樣和布料之間，用齒輪透写纸樣上的指示線條，蠟質線用热水清洗即可去掉。

## 畫廊

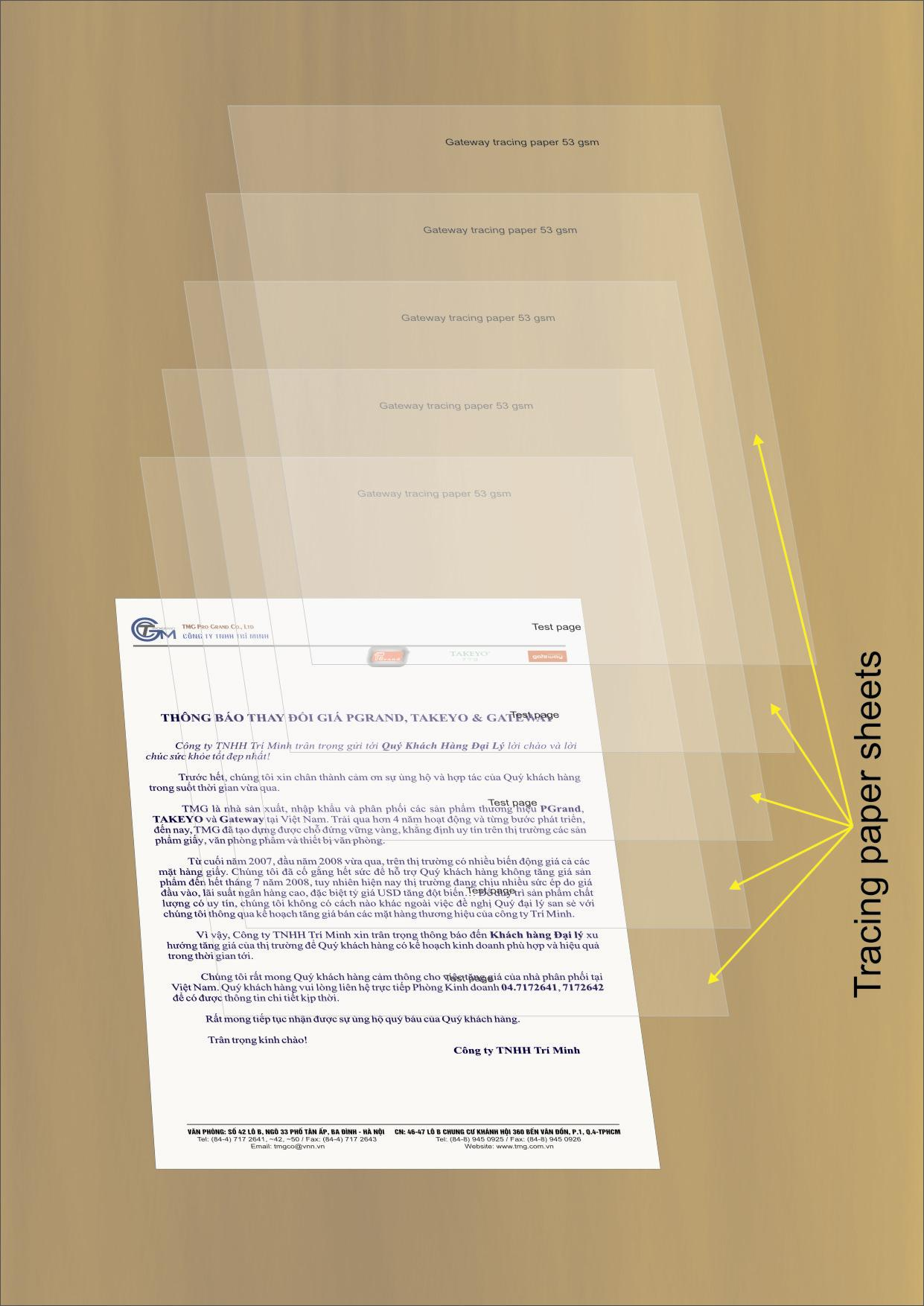
透明的透写纸
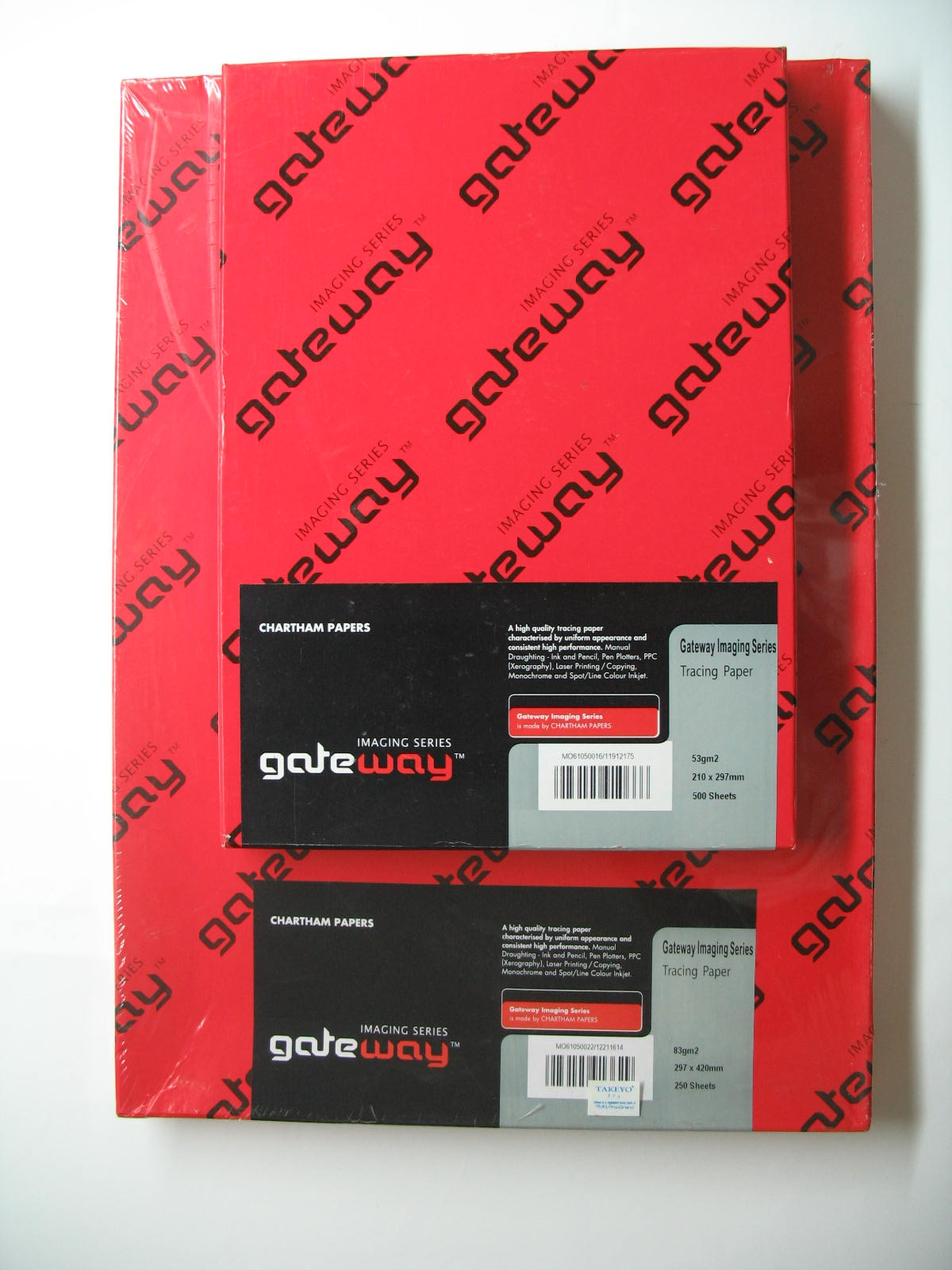
Gateway透写纸53A4和83A3
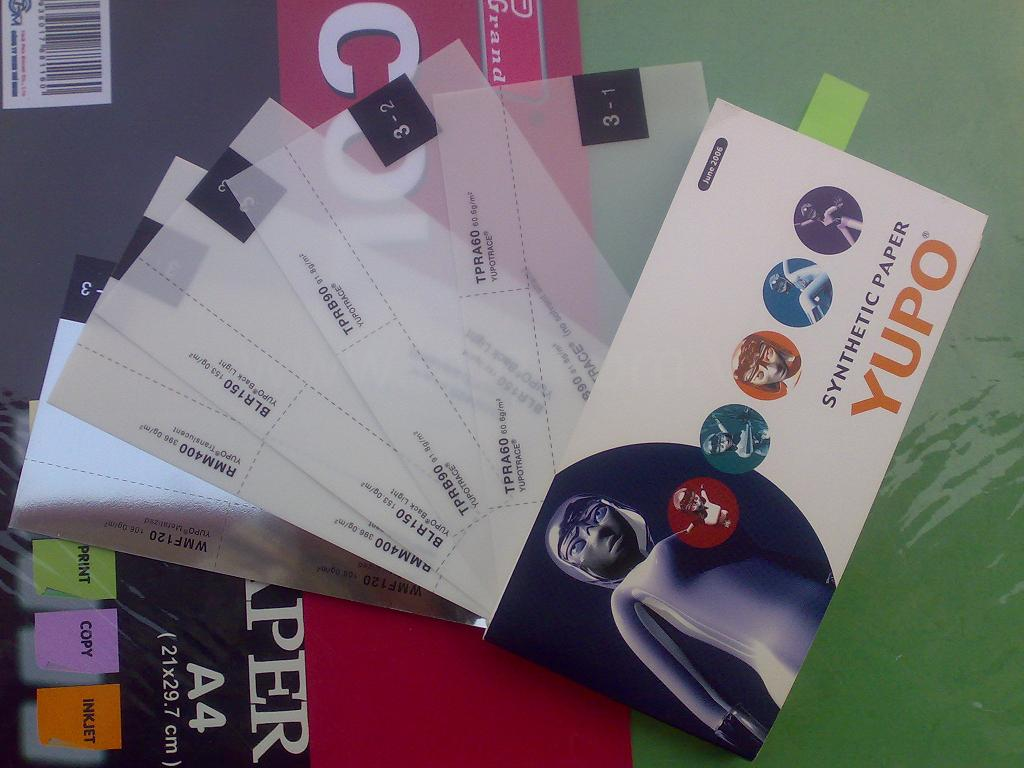
Yupo的合成透写纸

## 外部連結
- Tracing paper in Vietnam
- Gateway tracing paper in China
- Schoellershammer glamma basic transparency paper
- Canson tracing paper